# Miracoides proteus
Miracoides proteus är en stekelart som beskrevs av Charles Thomas Brues 1933. Miracoides proteus ingår i släktet Miracoides och familjen bracksteklar. Inga underarter finns listade i Catalogue of Life.